# Ebomegobius
Ebomegobius is een monotypisch geslacht van straalvinnige vissen uit de familie van grondels (Gobiidae).

## Soort
- Ebomegobius goodi Herre, 1946